# Carlos Albrecht
Carlos V.Albrecht Rosales (ur. 23 marca 1970) – peruwiański zapaśnik walczący w obu stylach. Piąty na igrzyskach panamerykańskich w 1991 i 1999. Mistrz igrzysk Ameryki Południowej w 1998 i trzeci w 1994. Zdobył trzy medale na mistrzostwach Ameryki Południowej, (złoty w 1993), a także na igrzyskach boliwaryjskich, (złoty w 1993).